# آنتونیو بایلتی
آنتونیو بایلتی (ایتالیایی: Antonio Bailetti؛ زادهٔ ۲۹ سپتامبر ۱۹۳۷) دوچرخه‌سوار اهل ایتالیا است.
وی در مسابقات کشوری و بین‌المللی در مجموع برندهٔ ۱ مدال طلا شده‌است.